# Ganyra phaloe
Ganyra phaloe is een vlindersoort uit de familie van de Pieridae (witjes), onderfamilie Pierinae.
Ganyra phaloe werd in 1819 beschreven door Godart.